# Henri Pescarolo

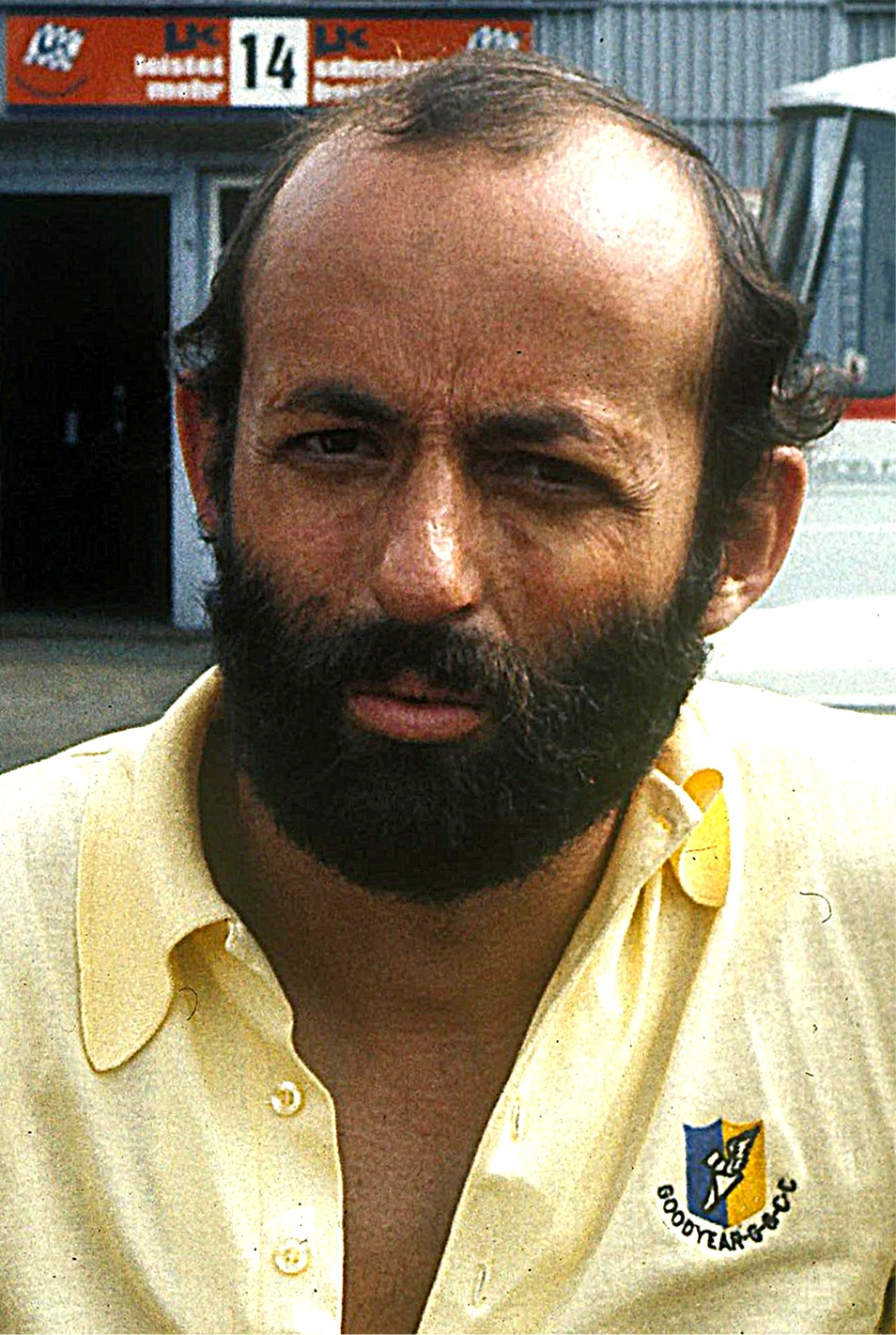
Henri Pescarolo (1973)

Henri Pescarolo (25 september 1942) is een voormalig Formule 1-coureur uit Frankrijk. Hij nam tussen 1968 en 1976 deel aan 64 Grands Prix voor de teams Matra, March Engineering, Williams, BRM en Surtees en scoorde hierin 1 podiumplaats, 1 snelste ronde en 12 punten.

Daarnaast won hij in 1972, 1973 en 1974 de 24 uur van Le Mans in een Matra MS670 met het team Matra. In 1984 won hij een vierde maal met een andere auto en team: een Porsche 956 met het Joest Racing team.